# Championnat de Lettonie de football 2007
Navigation
Saison précédente Saison suivante
La saison 2007 du Championnat de Lettonie de football était la 17e édition de la première division lettone. La Virsliga regroupe les 8 meilleurs clubs lettons au sein d'une poule unique qui s'affrontent 4 fois durant la saison, deux fois à domicile et deux fois à l'extérieur. Pour permettre le passage de la Virsliga de 8 à 10 clubs, il n'y a pas de club relégué en fin de saison, tandis que les deux meilleurs clubs de D2 accèdent à l'élite.
Le FK Ventspils, champion en titre, termine une nouvelle fois en tête du championnat, en devançant le FK Liepajas Metalurgs, champion il y a 2 ans et le FK Riga. Le Skonto Riga confirme son déclin sportif en prenant la 4e place, à 5 points du champion. Le Skonto ne parvient du même coup pas à se qualifier pour une Coupe d'Europe. En effet, le FK Ventspils réussit le doublé Coupe-championnat en battant le JFK Olimps Riga en finale de la Coupe de Lettonie.

## Les 8 clubs participants
| - Skonto Riga - FK Riga - Dinaburg FC - FK Liepajas Metalurgs | - JFK Olimps Riga - Promu de D2 - Daugava Daugavpils - FK Jurmala - FK Ventspils |

## Compétition

### Classement
Le barème de points servant à établir le classement se décompose ainsi :
- Victoire : 3 points
- Match nul : 1 point
- Défaite : 0 point

| Rang | Équipe                | Pts | J  | G  | N | P  | Bp | Bc | Diff |
| ---- | --------------------- | --- | -- | -- | - | -- | -- | -- | ---- |
| 1    | FK Ventspils (T) (C)  | 60  | 28 | 18 | 6 | 4  | 59 | 16 | +43  |
| 2    | FK Liepājas Metalurgs | 58  | 28 | 18 | 4 | 6  | 42 | 21 | +21  |
| 3    | FK Riga               | 57  | 28 | 17 | 6 | 5  | 48 | 28 | +20  |
| 4    | Skonto Riga           | 55  | 28 | 16 | 7 | 5  | 54 | 27 | +27  |
| 5    | Daugava Daugavpils    | 33  | 28 | 9  | 6 | 13 | 33 | 38 | -5   |
| 6    | FK Jurmala            | 26  | 28 | 7  | 5 | 16 | 28 | 51 | -23  |
| 7    | Dinaburg FC           | 20  | 28 | 6  | 2 | 20 | 23 | 58 | -35  |
| 8    | JFK Olimps Riga (P)   | 8   | 28 | 2  | 2 | 24 | 15 | 63 | -48  |

|  | Qualification pour la Ligue des champions 2008-2009                                |
|  | Qualification pour la Coupe UEFA 2008-2009                                         |
|  | Qualification pour la Coupe Intertoto 2008                                         |
|  | (T) Tenant du titre (C) Vainqueur de la Coupe de Lettonie (P) Promu de 2e division |

## Bilan de la saison
| Championnat de Lettonie de football 2007 |                                 |
| Champion                                 | FK Ventspils (2e titre)         |
| Coupes et trophées                       |                                 |
| Vainqueur de la Coupe de Lettonie 2007   | FK Ventspils                    |
| Qualifications continentales             |                                 |
| Ligue des champions 2008-2009            | FK Ventspils                    |
| Coupe UEFA 2008-2009                     | FK Liepajas Metalurgs           |
| Coupe UEFA 2008-2009                     | JFK Olimps Riga                 |
| Coupe Intertoto 2008                     | FK Riga                         |
| Promotions et relégations                |                                 |
| Promus en Virsliga                       | FK Vindava                      |
| Promus en Virsliga                       | SK Blāzma Rezekne               |
| Relégués en Latvian First League         | Aucun (passage de 8 à 10 clubs) |